# Nádi acsa
A nádi acsa (Aeshna mixta) a rovarok (Insecta) osztályába a  szitakötők (Odonata) rendjébe és a karcsú acsafélék (Aeshnidae) családjába tartozó faj.

## Előfordulása
Holomediterrán, Közép- és Dél-Európában nagy területen elterjedt faj. Magyarországon mindenfelé előfordul. A Mecsekben pl. a Herman Ottó-tóban gyakori, de egyes években mindenhol jelen van a hegység peremvidékének nagyobb halastavaiban, horgászvizeiben is.
Nem ritkán, szinte hihetetlen tömegben jelennek meg a Mecsek völgyeiben. Rendszerint egészen alacsonyan röpködnek az utak fölött, ilyenkor akár százával esnek áldozatul a járműveknek. 2005 és 2006 nyarának első felében különösen nagy számban, ezrével rajzott a nádi acsa a Vár-völgyben, a Völgyi-réteken, a Váraljai-völgyben, az Egregyi-völgyben a Takanyóban, de pl. a Remete-réten is.

## Megjelenése
Testhossza meghaladhatja a 6 centimétert.

## Életmódja
Kitűnően repülő, látványos rovarok.

## Szaporodása
Lárvája többnyire náddal és gyékénnyel legalább részben borított, hínárvegetációban gazdag, nagyobb állóvizekben fejlődik.
Imágója vándorlásra hajlamos, táplálékra vadászó egyedei csoportosan, nagy területeket bejárnak.